# Meuriya (Lhoksukon)
Meuriya is een bestuurslaag in het regentschap Aceh Utara van de provincie Atjeh, Indonesië. Meuriya telt 195 inwoners (volkstelling 2010).